# 藤原広基
藤原 広基（ふじわら の ひろもと）は、平安時代初期から前期にかけての貴族。藤原南家巨勢麻呂流、正六位上・藤原助川の子。官位は従四位上・神祇伯。

## 経歴
文徳朝の仁寿4年（854年）従五位下・春宮大進に叙任され、皇太子・惟仁親王に仕える。天安2年（858年）9月右馬助・右兵衛佐を経て、同年11月の惟仁親王の即位（清和天皇）に伴い、右衛門権佐に任ぜられる。
その後は貞観元年（859年）従五位上、貞観6年（864年）正五位下、貞観9年（867年）従四位下と、かつ春宮大進として仕えた清和天皇代の前半に順調に昇進する一方、三河権守・摂津権守・播磨権守と地方官も兼ねた。
貞観11年（869年）神祇伯に転じ、貞観12年（870年）には長雨を止める祈願を行うために賀茂神社に、貞観14年（872年）には内外に頻繁に怪異が現れたことから奉幣を行うために稲荷社に派遣されている。
貞観17年（875年）6月29日卒去。最終官位は従四位上行神祇伯兼伊予権守。

## 官歴
『六国史』による。
- 時期不詳：正六位上
- 仁寿4年（854年） 正月7日：従五位下。9月23日：春宮大進
- 天安2年（858年） 閏2月20日：右馬助。9月14日：右馬助。9月23日：右兵衛佐。11月25日：右衛門権佐
- 貞観元年（859年） 11月19日：従五位上
- 貞観2年（860年） 4月1日：次侍従
- 貞観6年（864年） 正月7日：正五位下
- 貞観8年（866年） 正月13日：兼三河権守。正月23日：兼摂津権守
- 貞観9年（867年） 正月7日：従四位下。2月11日：弾正大弼
- 貞観11年（869年） 正月13日：播磨権守。2月16日：神祇伯、播磨権守如元
- 貞観17年（875年） 6月29日：卒去（従四位上行神祇伯兼伊予権守）

## 系譜
『尊卑分脈』による。
- 父：藤原助川
- 母：藤原今河の娘
- 妻：住吉豊継の娘
  - 男子：藤原公門